# Виборчий округ 91
Виборчий округ 91 — виборчий округ в Київській області. В сучасному вигляді був утворений 28 квітня 2012 постановою ЦВК № 82 (до цього моменту існувала інша система виборчих округів). Окружна виборча комісія цього округу розташовується в Макарівському районному будинку культури за адресою смт. Макарів, вул. Димитрія Ростовського, 27.
До складу округу входять місто Фастів, а також Макарівський і Фастівський райони, частини Києво-Святошинського (окрім населених пунктів Боярка, Лука, Гореничі, Капітанівка, Михайлівка-Рубежівка та всього, що на північний схід від них) і Сквирського (окрім міста Сквира та території на південний схід від нього) районів. Виборчий округ 91 межує з округом 66 на північному заході, з округом 96 на півночі, з округом 95 на північному сході, з округом 94 на сході, з округом 92 на півдні та з округом 63 і округом 18 на південному заході. Виборчий округ № 91 складається з виборчих дільниць під номерами 320562, 320578-320582, 320597-320598, 320607-320609, 320612-320614, 320617-320618, 320624, 320628-320640, 320642, 320645-320695, 320872-320874, 320878-320879, 320883-320885, 320887-320889, 320893-320894, 320896-320900, 320902-320903, 321008-321009, 321011-321025, 321027-321047, 321373-321397 та 321418.

## Народні депутати від округу
| Ім'я                       | Фото | Партія               | Скликання | Дата набуття повноважень | Дата припинення повноважень |
| -------------------------- | ---- | -------------------- | --------- | ------------------------ | --------------------------- |
| Сольвар Руслан Миколайович |      | УДАР                 | 7-ме      | 12 грудня 2012           | 27 листопада 2014           |
| Сольвар Руслан Миколайович |      | Блок Петра Порошенка | 8-ме      | 27 листопада 2014        | 29 серпня 2019              |
| Дунда Олег Андрійович      |      | Слуга народу         | 9-те      | 29 серпня 2019           |                             |

## Результати виборів

### Парламентські

#### 2019

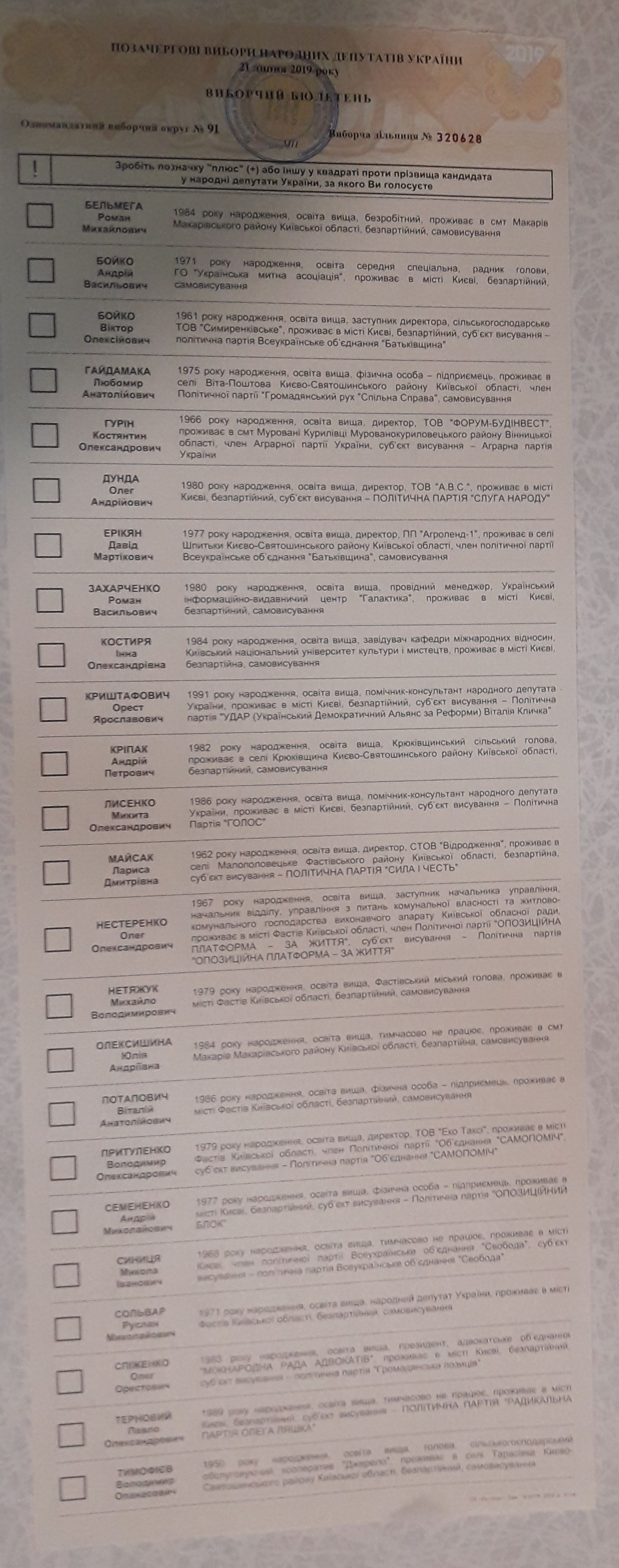
Бюлетень для голосування в одномандантому виборчому окрузі № 91

Кандидати-мажоритарники:
- Дунда Олег Андрійович (Слуга народу)
- Сольвар Руслан Миколайович (самовисування)
- Бойко Віктор Олексійович (Батьківщина)
- Нетяжук Михайло Володимирович (самовисування)
- Майсак Лариса Дмитрівна (Сила і честь)
- Лисенко Микита Олександрович (Голос)
- Нестеренко Олег Олександрович (Опозиційна платформа — За життя)
- Кріпак Андрій Петрович (самовисування)
- Ерікян Давід Мартікович (самовисування)
- Синиця Микола Іванович (Свобода)
- Бойко Андрій Васильович (самовисування)
- Гайдамака Любомир Анатолійович (самовисування)
- Терновий Павло Олександрович (Радикальна партія)
- Костиря Інна Олександрівна (самовисування)
- Бельмега Роман Михайлович (самовисування)
- Олексишина Юлія Андріївна (самовисування)
- Тимофієв Володимир Опанасович (самовисування)
- Спіженко Олег Орестович (Громадянська позиція)
- Потапович Віталій Анатолійович (самовисування)
- Криштафович Орест Ярославович (УДАР)
- Притуленко Володимир Олександрович (Самопоміч)
- Семененко Андрій Миколайович (Опозиційний блок)
- Гурін Костянтин Олександрович (Аграрна партія України)
- Захарченко Роман Васильович (самовисування)

#### 2014
Кандидати-мажоритарники:
- Сольвар Руслан Миколайович (Блок Петра Порошенка)
- Хмельницький Богдан Станіславович (Народний фронт)
- Ступак Іван Станіславович (самовисування)
- Швидкий Микола Андрійович (Батьківщина)
- Поярков Сергій Володимирович (самовисування)
- Данченко Владислав Олександрович (Правий сектор)
- Сулима Василь Іванович (Радикальна партія)
- Береза Світлана Василівна (Опозиційний блок)
- Горбик Володимир Миколайович (самовисування)
- Ларіна Оксана Василівна (Солідарність жінок України)
- Савельєв Андрій Юрійович (самовисування)
- Чулков Олександр Володимирович (Комуністична партія України)
- Коєв Юрій Іванович (Українська народна партія)
- Озерова Марина Станіславівна (самовисування)
- Кучеренко Федір Олександрович (Національна демократична партія України)
- Мальований Петро Андрійович (Зелена планета)
- Головко Володимир Зіновійович (самовисування)
- Заплавський Вадим Борисович (Ліберальна партія України)
- Приятель Максим Володимирович (самовисування)

#### 2012
Кандидати-мажоритарники:
- Сольвар Руслан Миколайович (УДАР)
- Онищук Любов Іванівна (Батьківщина)
- Поплавський Михайло Михайлович (самовисування)
- Горбик Володимир Миколайович (самовисування)
- Суслов Олександр Іванович (Україна — Вперед!)
- Чулков Олександр Володимирович (Комуністична партія України)
- Бондаренко Микола Васильович (самовисування)
- Довгаль Олександр Петрович (самовисування)
- Пустова Тамара Вікторівна (Солідарність жінок України)
- Кравченко Василь Віталійович (Держава)
- Токар Валерій Олексійович (самовисування)
- Опришко Олександр Миколайович (Соціалістична партія України)
- Мисак Ігор Миколайович (Блокова партія)
- Запара Микола Іванович (Народна партія)

## Явка
Явка виборців на окрузі: